# Eckloniaichthys scylliorhiniceps
Eckloniaichthys scylliorhiniceps är en fiskart som beskrevs av Smith, 1943. Eckloniaichthys scylliorhiniceps ingår i släktet Eckloniaichthys och familjen dubbelsugarfiskar. Inga underarter finns listade i Catalogue of Life.